# Clay (Kentucky)
Clay és una població dels Estats Units a l'estat de Kentucky. Segons el cens del 2000 tenia 1.179 habitants.

## Demografia
Segons el cens del 2000, Clay tenia 1.179 habitants, 485 habitatges, i 333 famílies. La densitat de població era de 500,2 habitants/km².
Dels 485 habitatges en un 31,1% hi vivien nens de menys de 18 anys, en un 55,9% hi vivien parelles casades, en un 9,1% dones solteres, i en un 31,3% no eren unitats familiars. En el 29,3% dels habitatges hi vivien persones soles el 15,7% de les quals corresponia a persones de 65 anys o més que vivien soles. El nombre mitjà de persones vivint en cada habitatge era de 2,43 i el nombre mitjà de persones que vivien en cada família era de 2,99.
Per edats la població es repartia de la següent manera: un 24,8% tenia menys de 18 anys, un 7,8% entre 18 i 24, un 30,8% entre 25 i 44, un 21,4% de 45 a 60 i un 15,3% 65 anys o més.
L'edat mediana era de 37 anys. Per cada 100 dones de 18 o més anys hi havia 92 homes.
La renda mediana per habitatge era de 31.625 $ i la renda mediana per família de 42.500 $. Els homes tenien una renda mediana de 30.729 $ mentre que les dones 16.538 $. La renda per capita de la població era de 15.545 $. Entorn del 10,7% de les famílies i el 13,3% de la població estaven per davall del llindar de pobresa.

## Poblacions més properes
El següent diagrama mostra les poblacions més properes.